# Traudl Junge
Gertraud "Traudl" Junge (Múnich; 16 de marzo de 1920 - Berlín; 10 de febrero de 2002), nacida Gertraud Humps, fue una de las secretarias personales de Adolf Hitler desde diciembre de 1942 hasta abril de 1945. 
Traudl Junge fue una de las testigos de la II Guerra Mundial (1939-1945) más polémicas, al declarar su fascinación por Adolf Hitler y considerarlo un jefe agradable, dando una imagen cercana y fraternal del dictador.

## Biografía

### Primeros años
Nació en Múnich. Su padre, Max Humps, de profesión cervecero, era teniente en la reserva. Max Humps fue uno de los primeros miembros del Partido Nazi y participó en el Putsch de Múnich el 9 de noviembre de 1923. En 1925 dejó a su mujer Hildegard y sus dos hijas Traudl e Inge, desligándose de ellas desde entonces, y posteriormente llegó a ser General (Oberführer) de las SS en la reserva (SS-Allgemeine). 
Gertraud creció en el ambiente del advenimiento del régimen nazi en su ciudad y se inscribió en la Liga de Muchachas Alemanas. Su objetivo principal era llegar a ser bailarina, y fue contratada por la compañía Deutsche Tanzbühne de Berlín. Traudl intentó dejar su trabajo para ir a Berlín y allí dedicarse a la danza, pero su jefe no le acepta la petición de despido y le impide marcharse a la capital. Finalmente consiguió ir a Berlín la primavera de 1942, con la ayuda de Albert Bormann en concepto de "obligaciones de servicio".
En 1942 por medio de Otto Günsche conoció a su futuro marido, Hans Hermann Junge, oficial de las Obersturmführer SS adscrito en la planta de Begleitkommando-SS des Führers a la cancillería.

### Secretaria de Hitler

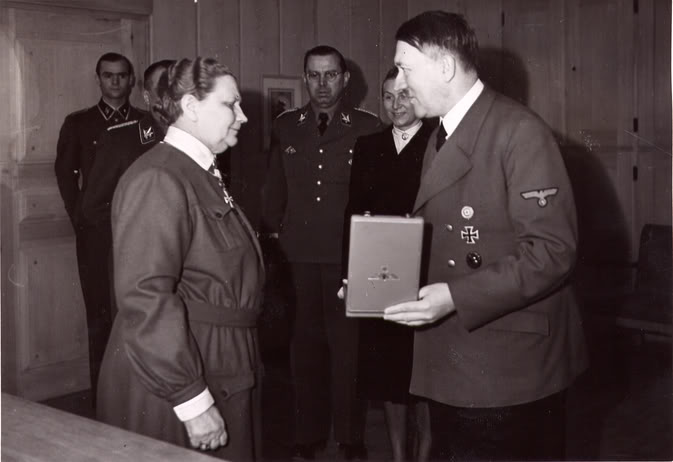
Traudl Junge (en segundo plano con vestido negro) en un reconocimiento de Hitler a un miembro de Lotta Svärd (mayo 1943)

En diciembre de 1942, por medio de la bailarina Beate Eberbach, la cuñada de Albert Bormann, se entera de que había libre un cargo de secretaria en la cancillería y logró colocarse entre las postulantes. Hitler mismo la seleccionó en la Wolfsschanze ("la Guarida del Lobo"), para labores de redacción de cartas y documentos de orden doméstico, administrativo y personal. Traudl Junge fue la más joven de las secretarias privadas de Hitler, ya que tenía solamente 22 años. El 14 de julio de 1943, tras recibir las correspondientes autorizaciones, se desposó con su novio, Hans Hermann Junge, y en 1944 se trasladó, junto con Gerda Christian, otra secretaria del Führer, al búnker construido bajo el suelo de la cancillería.
El 13 de agosto de 1944 su marido falleció en combate en un avión de observación en la zona de Dreux, Normandía.

### La caída
Durante 1945 Junge fue testigo de primera línea de los últimos días del régimen de Hitler y del grado de postración que se abatió sobre el Führer, perteneciendo a su círculo más íntimo y conociendo personalmente a Eva Braun, esposa de Hitler, a Magda Goebbels, esposa de Joseph Goebbels, y otras personalidades femeninas. En el último momento redactó el testamento político de Hitler y una vez que éste y otros habitantes del búnker se suicidaron, salió al exterior en compañía de Otto Günsche, edecán de Hitler, Erich Kempka y Martin Bormann, secretario personal del Führer. Su intención era escapar de los soviéticos, aunque finalmente fue capturada por éstos y posteriormente entregada a los estadounidenses, quienes la pusieron en libertad en 1947.

### Últimos años

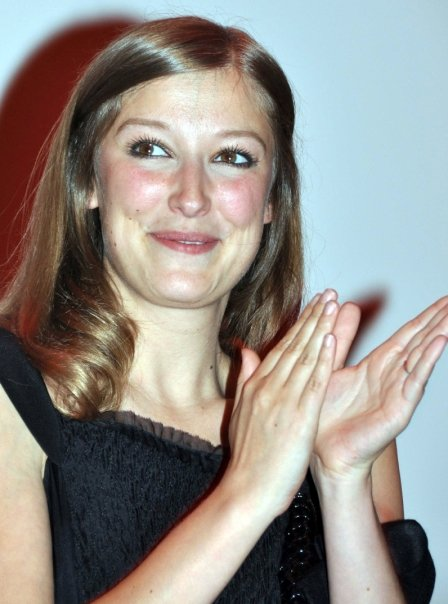
La actriz Alexandra Maria Lara interpretó a Traudl Junge en la cinta alemana Der Untergang.

Tras la guerra, Junge trabajó como periodista en diferentes medios. En 1959 publicó el libro Tiere mit Familienanschluss (Animales con vida de familia), que muestra su talento como escritora y su sentido del humor. En el año 1989 participó en el libro Voices from the Bunker editado por Pierre Galante y Eugene Silianoff y en ese mismo año también intervino en el documental de la BBC The Fatal Attraction of Adolf Hitler. En el año 1991 participó en una serie documental, Hitler's Henchmen, producida por el canal de televisión alemán ZDF. En 2001, a la edad de 81 años, publicó, en colaboración con Melissa Müller, el libro Hasta el último momento (Bis zur letzten Stunde), en el que relata todo lo relacionado con sus vivencias durante el régimen nazi. También concedió una entrevista filmada (Im Toten Winkel-Hitlers Sekretärin) en la que, aunque ya víctima de decaimiento mental, se mostró muy lúcida y con sus recuerdos frescos en su memoria. Falleció en Berlín al año siguiente víctima de cáncer de pulmón cuando le faltaba un mes para cumplir 82 años de edad.
Declaró estar en contra de las atrocidades del régimen de Hitler, afirmando que durante el ejercicio de sus labores durante la Alemania nazi nunca llegó a saber del Holocausto u otros temas relacionados y que en su presencia nunca se mencionó la palabra judío.
En 2004 se estrenó la película Der Untergang, dirigida por el alemán Oliver Hirschbiegel, cuyo guion se basa, entre otros, en el ya mencionado libro de Junge y Müller. Traudl Junge aparece también en este filme en tomas de archivo. Su rol lo interpreta aquí la actriz rumana Alexandra Maria Lara.